# Noord-Korea op de Olympische Winterspelen 2018
Noord-Korea nam deel aan de Olympische Winterspelen 2018 in Pyeongchang, Zuid-Korea.
Tien deelnemers kwamen onder eigen vlag uit op de Spelen. Twaalf Noord-Koreaanse ijshockeyvrouwen namen in een gecombineerd team met de vrouwen van Zuid-Korea deel als "Korea" met als NOC-code COR, en onder neutrale vlag (de contouren van een verenigd Korea in blauw op witte achtergrond). Ook bij de openingsceremonie werd deze vlag gebruikt, waar achter beide delegaties het stadion betraden. De Noord-Koreaanse ijshockeyster Hwang Chung-gum de Zuid-Koreaanse bobsleeër Won Yun-jong hanteerden gezamenlijk de vlag.

## Deelnemers en resultaten
(m) = mannen, (v) = vrouwen 

### Alpineskiën
Mannen
| Olympiër         | Onderdeel    | Resultaat | Prestatie                                                            |
| ---------------- | ------------ | --------- | -------------------------------------------------------------------- |
| Choe Myong-gwang | reuzenslalom | 75e       | 1e run: 1.38,67 (85e) 2e run: 1.33,34 (75e) totaal: 3.12,01 (+53,97) |
| Choe Myong-gwang | slalom       | 43e       | 1e run: 1.09,42 (51e) 2e run: 1.13,39 (43e) totaal: 2.22,81 (+43,82) |
| Kang Song-il     | reuzenslalom | 74e       | 1e run: 1.32,03 (84e) 2e run: 1.29,99 (74e) totaal: 3.02,02 (+43,98) |
| Kang Song-il     | slalom       | DNF       | 1e run: 1.11,14 (52e) 2e run: DNF                                    |

Vrouwen
| Olympiër       | Onderdeel    | Resultaat | Prestatie                                                            |
| -------------- | ------------ | --------- | -------------------------------------------------------------------- |
| Kim Ryon-hyang | reuzenslalom | DSQ       | 1e run: 1.40,22 (67e) 2e run: gediskwalificeerd                      |
| Kim Ryon-hyang | slalom       | 54e       | 1e run: 1.18,17 (59e) 2e run: 1.19,81 (54e) totaal: 2.37,98 (+59,35) |

### Kunstrijden
| Olympiër               | Onderdeel | Resultaat | Prestatie                                    |
| ---------------------- | --------- | --------- | -------------------------------------------- |
| Ryom Tae-ok Kim Ju-sik | Paren     | 13e       | 193.63 (korte kür: 69.40, vrije kür: 124.23) |

### Langlaufen
Mannen
| Olympiër       | Onderdeel         | Resultaat | Prestatie         |
| -------------- | ----------------- | --------- | ----------------- |
| Han Chun-gyong | 15 km vrije stijl | 101e      | 42.29,2 (+8.45,3) |
| Pak Il-chol    | 15 km vrije stijl | 107e      | 43.43,4 (+9.59,5) |

Vrouwen
| Olympiër    | Onderdeel         | Resultaat | Prestatie          |
| ----------- | ----------------- | --------- | ------------------ |
| Ri Yong-gum | 10 km vrije stijl | 89e       | 36.40,4 (+11.39,9) |

### Shorttrack
Mannen
| Olympiër       | Onderdeel  | Resultaat | Prestatie             |
| -------------- | ---------- | --------- | --------------------- |
| Choe Un-song   | 1500 meter | 31e       | Heat 3: 6e (2:18.213) |
| Jong Kwang-bom | 500 meter  | Penalty   | Heat 7: PEN           |

### IJshockey
Voor het vrouwentoernooi werd het Zuid-Koreaanse team (zie aldaar voor de betreffende deelneemsters), als gastland automatisch geplaatst, aangevuld met twaalf vrouwen uit Noord-Korea, waarvan per wedstrijd ten minste drie deelneemster werden opgesteld. Officieel namen ze deel onder de naam Korea, met als NOC-code COR, en onder neutrale vlag (de contouren van een verenigd Korea in blauw op witte achtergrond). 
| Olympiër | Onderdeel | Resultaat | Prestatie |
| --- | --------- | --------- | --- |
| Choe Jong-hui Choe Un-gyong Hwang Chung-gum Hwang Sol-gyong Jin Ok Jong Su-hyon Kim Hyang-mi Kim Un-hyang Kim Un-jong Ri Pom Ryo Song-hui Ryu Su-jong | vrouwen   | 8e        | groep B: 0 - 8 Zwitserland 0 - 8 Zweden 1 - 4 Japan plaatsingwedstrijden 5-8: 0 - 2 Zwitserland plaatsingwedstrijd 7-8: 1 - 6 Zweden |